# Coalición Por el Bien de Todos
La Coalición Por el Bien de Todos fue una alianza electoral formada por los partidos políticos mexicanos de la Revolución Democrática (PRD), del Trabajo (PT) y Convergencia, construida alrededor de la candidatura del perredista y ex jefe de Gobierno del Distrito Federal Andrés Manuel López Obrador, para competir en las elecciones federales de 2006.
Es una alianza de izquierda, que propone en palabras de su candidato López Obrador «un proyecto alternativo de nación que busca cambiar la política neoliberal que se ha desarrollado en México desde mediados de los años 1980».
Esta coalición también se ha formado para abanderar en las elecciones estatales de Chiapas a Juan Sabines Guerrero. Y también a César Raúl Ojeda Zubieta en las elecciones estatales de Tabasco.
Esta Coalición haría que los partidos que la conforman posteriormente crearan un Frente Amplio Progresista, como Frente de partidos de Izquierda con fines de Gobierno y Legislativos por tres años.

## Resultados electorales

### Presidencia de México
| Candidato                             | Candidato | Candidato                   | Partido                              | Resultados de la coalición | Resultados de la coalición | Resultados de la coalición |
| Candidato                             | Candidato | Candidato                   | Partido                              | Votos                      | Porcentaje                 | Puesto                     |
| ------------------------------------- | --------- | --------------------------- | ------------------------------------ | -------------------------- | -------------------------- | -------------------------- |
|                                       |           | Andrés Manuel López Obrador | Partido de la Revolución Democrática | 14 756 350                 | \| \| 35.29 % \|           | 2°                         |
| Partido del Trabajo                   |           | Andrés Manuel López Obrador |                                      | 14 756 350                 | \| \| 35.29 % \|           | 2°                         |
| Convergencia                          |           | Andrés Manuel López Obrador |                                      | 14 756 350                 | \| \| 35.29 % \|           | 2°                         |
| Fuente: Instituto Nacional Electoral. |           |                             |                                      |                            |                            |                            |
|                                       | 35.29 %   |                             |                                      |                            |                            |                            |

### Cámara de senadores
| 2006                                  | Partido de la Revolución Democrática | 19 | 4 | 6 | 12 292 512 | \| \| 29.69 % \| | 36/128 |
| 2006                                  | Partido del Trabajo                  | 0  | 0 | 2 | 12 292 512 | \| \| 29.69 % \| | 36/128 |
| 2006                                  | Convergencia                         | 3  | 0 | 2 | 12 292 512 | \| \| 29.69 % \| | 36/128 |
| Fuente: Instituto Nacional Electoral. |                                      |    |   |   |            |                  |        |
|                                       | 29.69 %                              |    |   |   |            |                  |        |

### Cámara de diputados
| 2006                                  | Partido de la Revolución Democrática | 90 | 36 | 11 941 842 | \| \| 28.99 % \| | 158/500 |
| 2006                                  | Partido del Trabajo                  | 3  | 13 | 11 941 842 | \| \| 28.99 % \| | 158/500 |
| 2006                                  | Convergencia                         | 5  | 11 | 11 941 842 | \| \| 28.99 % \| | 158/500 |
| Fuente: Instituto Nacional Electoral. |                                      |    |    |            |                  |         |
|                                       | 28.99 %                              |    |    |            |                  |         |